# Manoir de la Cour de Launay
Le manoir de la Cour de Launay est un édifice situé à Les Fougerêts en France.

## Localisation
Le manoir est situé sur le territoire de la commune de Les Fougerêts, au lieu-dit la Cour de Launay,  dans la basse vallée de l'Oust, dans le département du Morbihan en région Bretagne.

## Description
Manoir de plan en équerre dont la façade principale, orientée au sud-est, accueille la tour d'escalier circulaire. Le rez-de-chaussée était occupé par une salle, prolongée au nord par une cuisine, aujourd'hui disparue. La petite aile perpendiculaire à l'ouest de la salle était un cellier. L'étage carré était divisé en chambres dont il ne subsiste que les vestiges des cheminées et des fenêtres à coussièges. Sur le cadastre de 1824, on peut voir, au nord-est du logis, un bâtiment qui servait de grange et d'étable. Le manoir date des XVe et XVIe siècles, édifice à un étage carré, construit en moellons sans chaîne en pierre de taille de schiste. Toiture à longs pans recouverte d'ardoises. Escalier hors-œuvre : escalier à vis sans jour.

## Historique
Le manoir apparaît dans le texte de la réformation (recensement des nobles de la commune) de 1427 : « L'hébergement de Launay entien appartenant es enfens Ollivier Le Bilou et ouquel demoure à présent Me Guillaume Les et Me des écoles dou Pont d’Aoust et les y demourants ont accoustumé à rien poyer ». Lors de la montre (convocation de l'arrière ban à la revue militaire) de 1464, Pierre Le Marié, titulaire de 20 livres de rente, est représenté par « Jehan Le Bisoux cheval brigandinne, sallade, voulge, espée et dague. Injonction de gantelets et avant bras ». À celle de 1477, le même se présente avec « cheval, brigandine, sallade, espée, dague, arc, trousse, voulge ». Dans le texte de la réformation de 1514, "la maison et métairie de Launay qu’à présent tient Pierre de Castellan et Marie de Launay sa compaigne ». Au cours du XVIIIe siècle, le premier étage est supprimé ainsi que la pièce nord qui prolongeait la salle qui est elle-même divisée par une cloison encore présente aujourd'hui.
Il est choisi comme l'un des sites emblématiques retenus pour le loto du patrimoine en 2021.
Il est inscrit à l'inventaire général du patrimoine culturel et inscrit en totalité au titre des monuments historiques en 2017.